# Пиелисйоки
Пи́елисйо́ки (фин. Pielisjoki) — короткая полноводная река в Восточной Финляндии. Длина — 67 км.

## Общие сведения
Река протекает по территории Северной Карелии, соединяя системы крупнейших озёр Северной Карелии, Пиелинен и Пюхяселькя. Река впадает в северную часть «большого Саймаа», являясь частью бассейна Невы (Сайма-Вуокса-Ладожское озеро-Нева). Течение реки для Финляндии сравнительно быстрое (шестое место в стране по скорости потока). Русло реки было сформировано вскоре после отступления последнего ледника в результате прорыва эскера Уимахарью. Река долгое время использовалась для лесосплава, который был практически полностью прекращен к концу 90-х годов. Река судоходна, на Пиелисйоки в XIX веке было построено десять шлюзов. В 1950—1960-е годы на реке были сооружены две гидроэлектростанции. В устье расположен город Йоэнсуу, административный центр провинции Северная Карелия (Joen+suu буквально значит «устье реки»), а выше по течению населённые пункты меньшего размера (Лехмо, Пайхола, Эно).

## Мосты через Пиелисйоки
- Мосты в Уимасалми. Два моста в Уимахарью, автомобильный и железнодорожный, были построены в 70-е годы. Оба моста подъёмные.
- Мост Калтимо. Поворотный мост с углом поворота 90 градусов, построенный в 1924 году, располагается в Эно.
- Мост при гидроэлектростанции в Калтимо. Мост находится в 5 км от Эно. Первый мост в этом месте канала Калтимо был возведён в 1876—1879. При строительстве нового канала в 1956—1959 годах мост был перенесён.
- Мост Мённи. Железобетонный мост в Контиолахти длиной в 350 метров и просветом в 12,5 метров был построен в 2006 на месте паромной переправы в Мённи.
- Мост при гидроэлектростанции в Куурна. Современный подъёмный мост был возведён на канале Куурна в 1971 году.
- Сдвоенный мост в Пеккала. Мост длиной 453 метра располагается на общенациональной автомагистрали 6 (9) и соединяет два района города Йоэнсуу — Карсикко и Мутала. Первая полоса моста была построена в 1983 году, а вторая, отделенная от первой разделительной полосой, — в 2011.
- Железнодорожный мост в Йоэнсуу. Вертикально-подъёмный мост был возведен в 1985 году на месте старого железнодорожного моста 1894 года, он связывает районы Йоэнсуу Сиихтала и Сирккала. По этому мосту организовано пешеходное и велосипедное движение.
- Мост Сирккала. Разводной подъёмный мост, открытый в 2014 году в Йоэнсуу между районом Сирккала и центром города, вносит в панораму Йоэнсуу особый архитектурный колорит. Строительство моста длилось три года и обошлось городскому бюджету в 13 миллионов евро[2].
- Восточный мост и Западный мост. Первый мост в центре Йоэнсуу был построен ещё в 1864 году. Мост связывал западную и восточную части города неподалёку от железнодорожного вокзала, располагаясь между островами Илосаари и Нискасаари. Под одним из подъёмных пролётов Западного моста располагается шлюз канала Йоэнсуу.
- Мост Суванто (фин. Suvantosilta). Сувантосилта связывает район Нииниваара и центр Йоэнсуу и проходит над рекой, автомобильными и железнодорожными путями. В момент постройки в 1974 году этот мост был девятым по длине во всей Финляндии (542 метра). Мост снабжен подъёмным механизмом: центральный пролёт поднимается с помощью технических лифтов. В 2015 году был осуществлен капитальный ремонт этого моста.
- Мост Юлисоутайян (фин. Ylisoutajansilta, букв. «мост паромщика»). Пешеходный поворотный мост длиной 134 метра и шириной 5 метров связывает район Пенттиля и центр города Йоэнсуу (улица Папинкату). Мост с деревянными декоративными перилами и подсветкой был открыт в 2014 году на месте бывшей паромной переправы. Высота моста позволяет передвижение водных транспортных средств высотой не более 3,9 метров. Строительство моста длилось два года и обошлось городскому бюджету в 6,2 миллиона евро. «Мост паромщика» был признан лучшим мостом Финляндии 2015 года.

## Населённые пункты на берегах Пиелисйоки
- Район Эно, деревни Уимахарью, Пауккайя.
- Район Контиолахти: Якокоски, Пайхола, Кулхо, Лехмо, Куплускюля.
- Йоэнсуу: микрорайоны Утра, Ранта-Мутала, Сиихтала, Карсикко, Ииксеннииттю, Пенттиля, Сирккала, центр города.

## Галерея

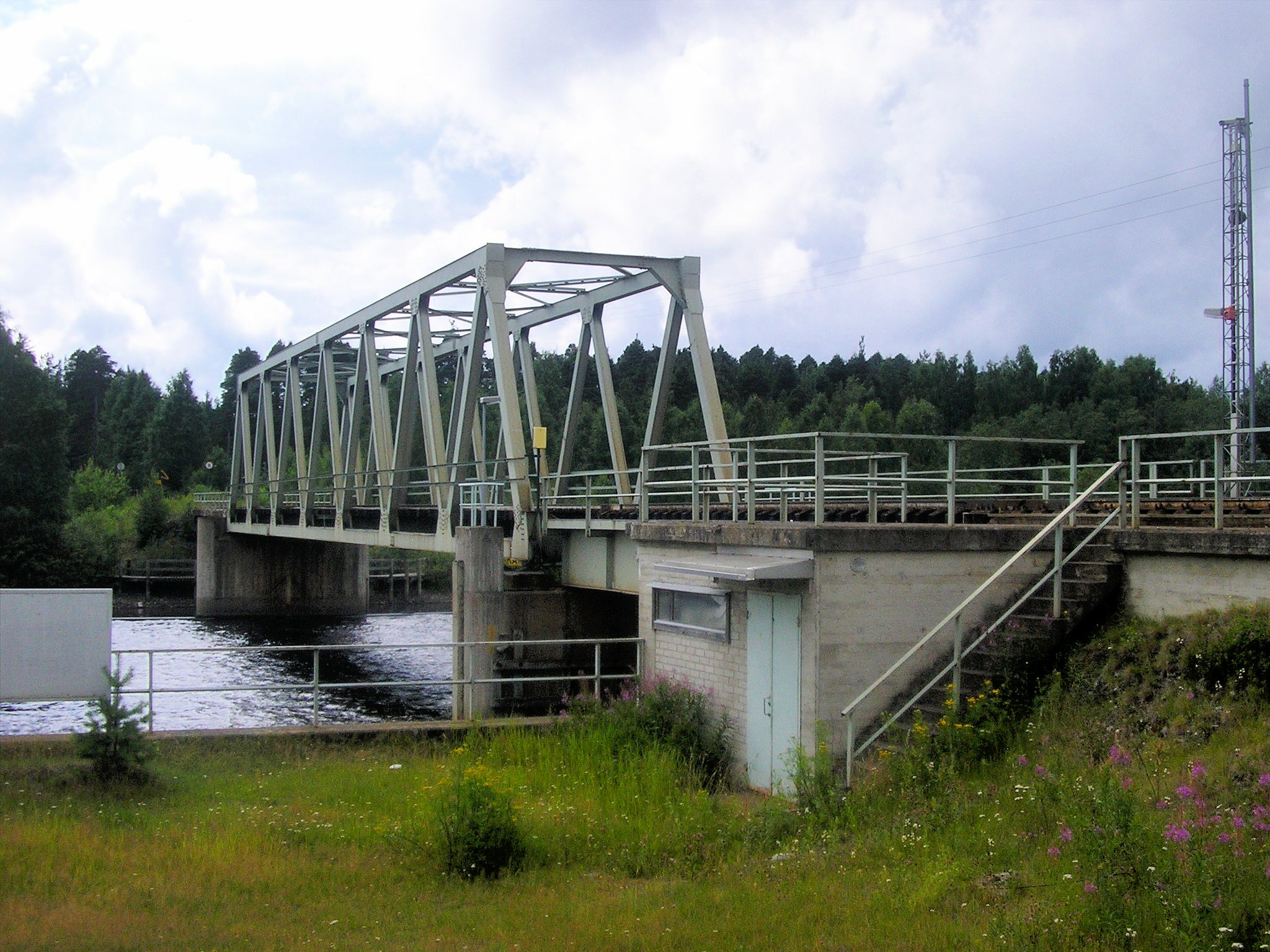
Железнодорожный мост в Уимасалми
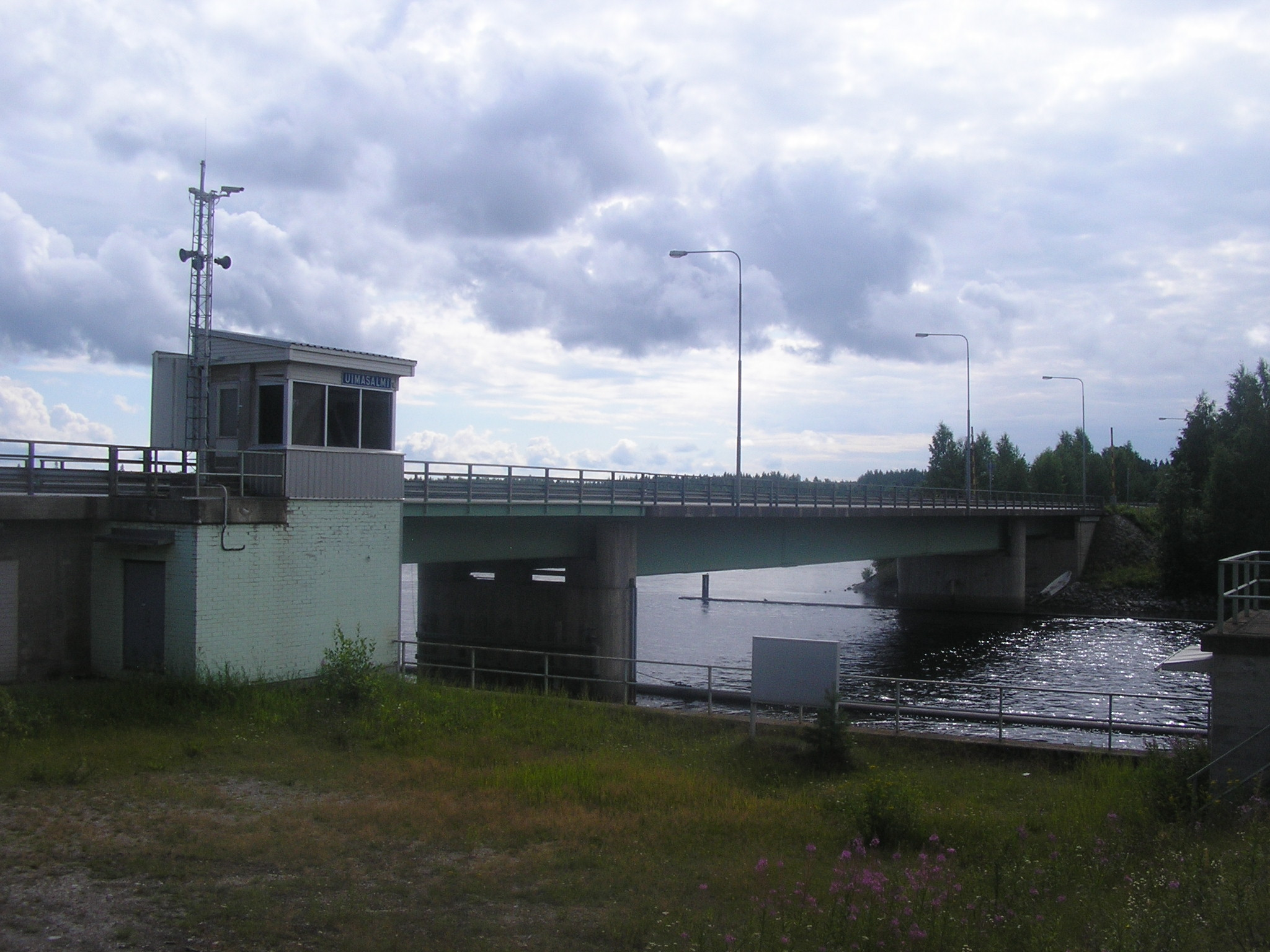
Автомобильный мост в Уимасалми
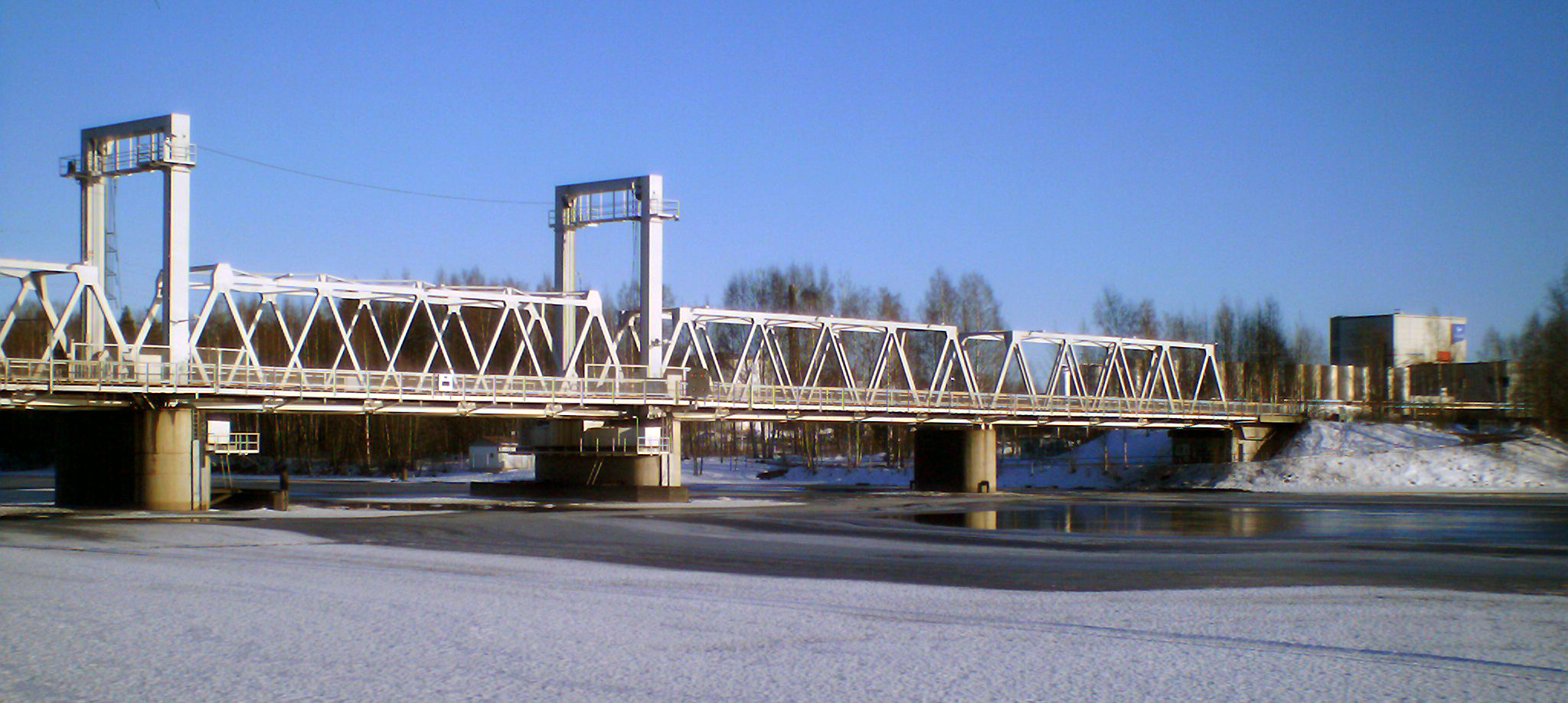
Железнодорожный мост в Йоэнсуу
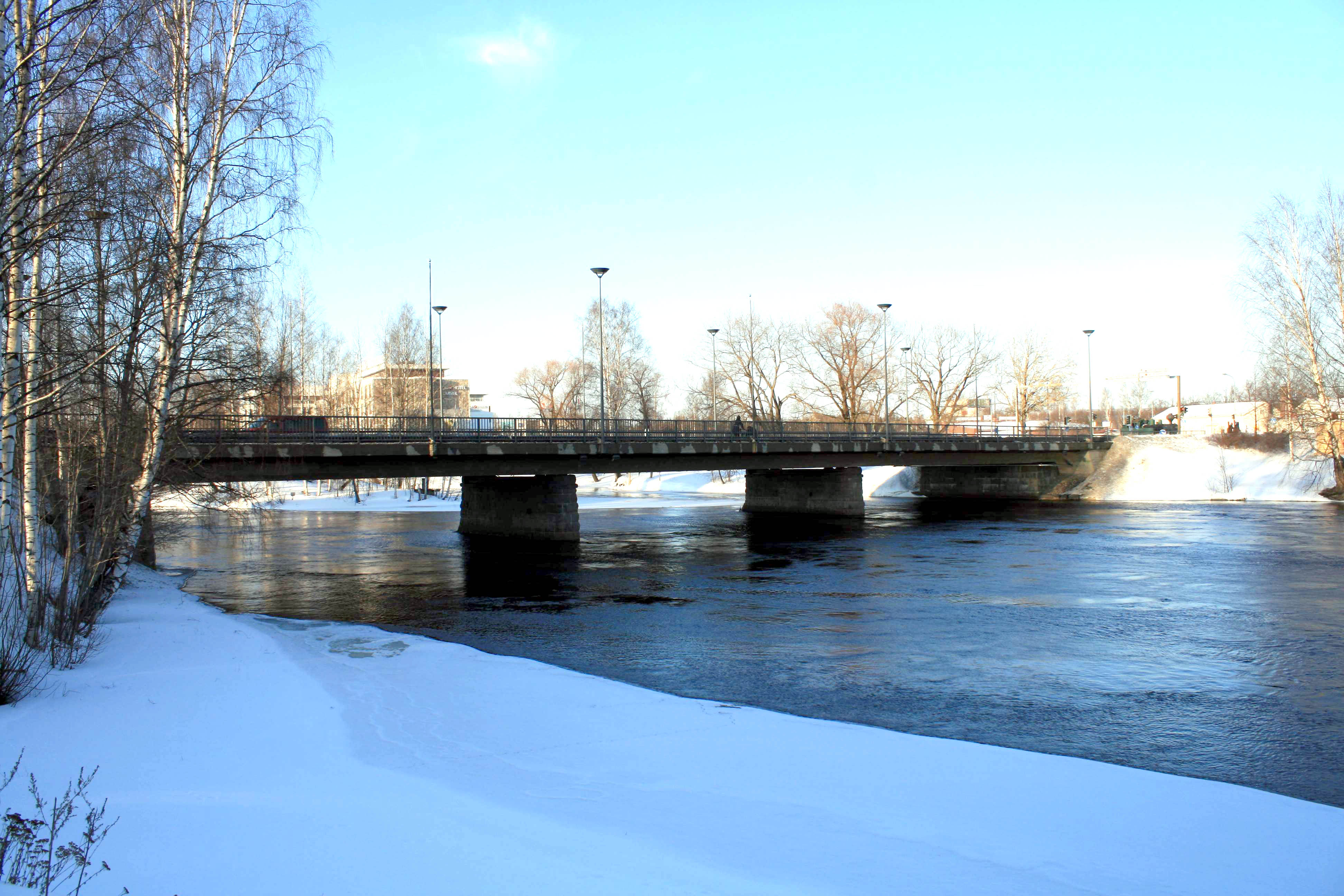
Восточный мост через Илосаари
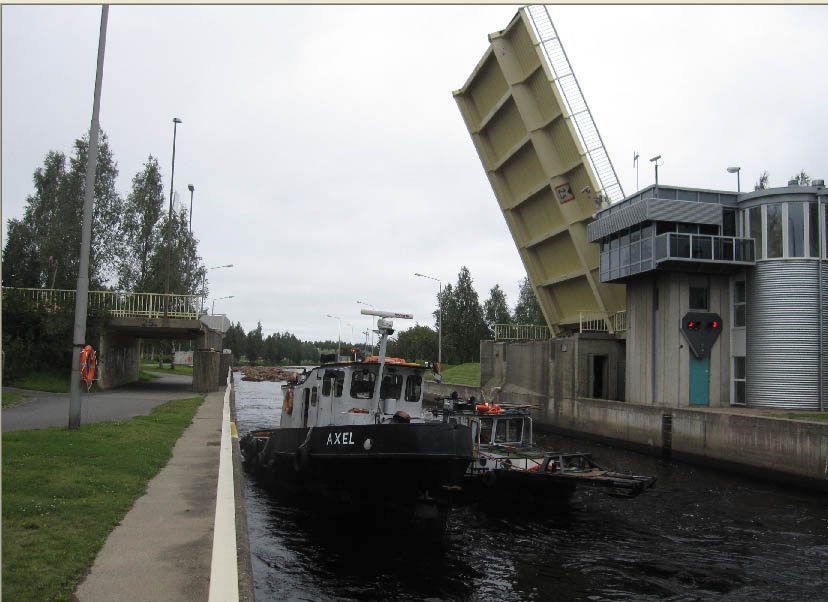
Поднимающийся над судоходным каналом пролёт Западного моста
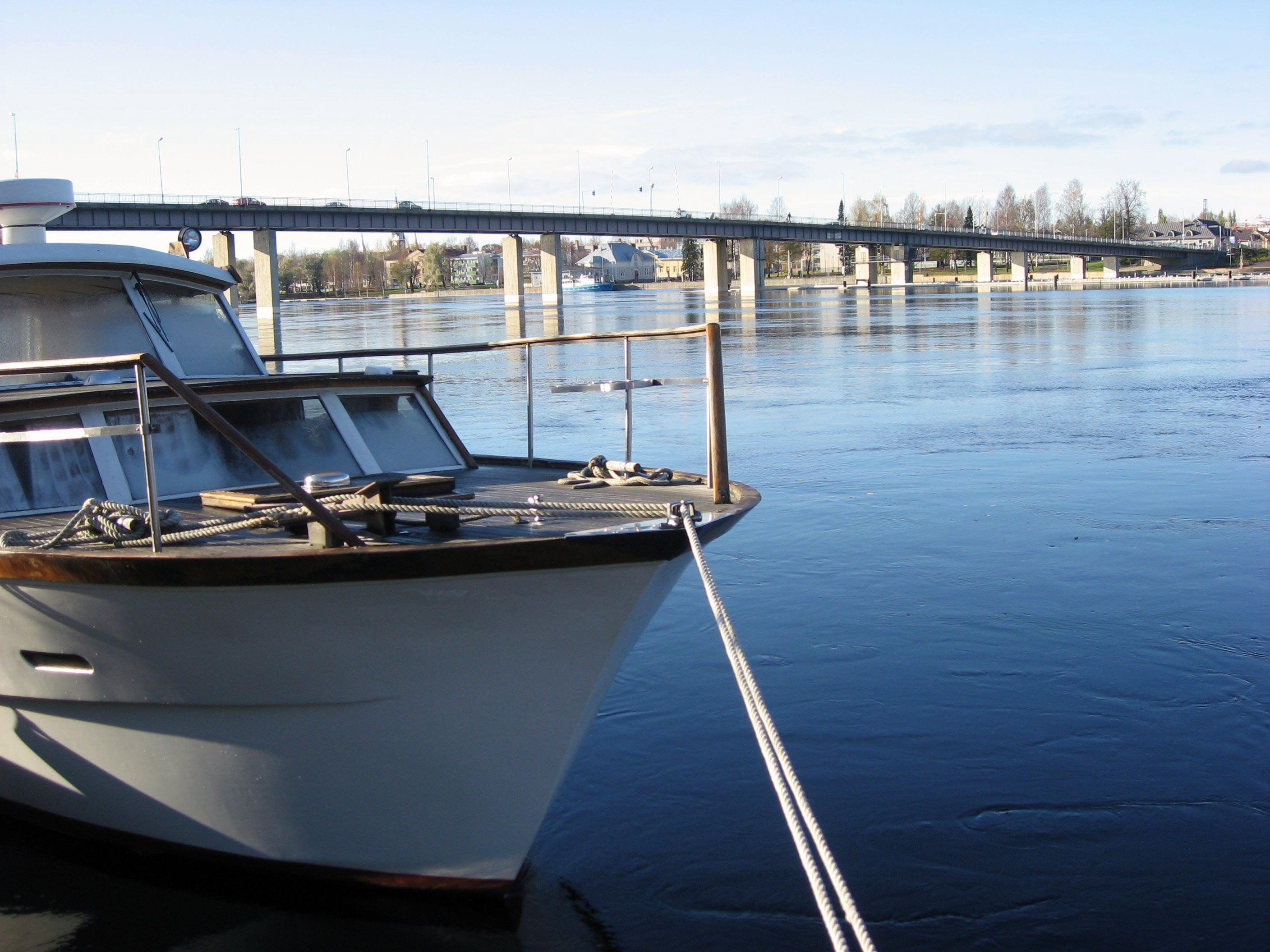
Мост Суванто